# Lista de instrumentos transpositores
Esta lista apresenta os instrumentos transpositores organizados por tonalidade e intervalo de transposição.
- Instrumentos em Dó - 15ma (soa duas oitavas acima do que é escrito)
  - Glockenspiel

- Instrumentos em Dó - 8va (soam uma oitava acima do que é escrito)
  - Piccolo
  - Celesta
  - flauta doce sopranino e flauta doce soprano
  - Pennywhistle
  - Xilofone

- Instrumentos em Lá♭ - alto  (soam uma sexta menor acima do que está escrito)
  - Sextino ou Clarinete piccolo em Lá♭

- Instrumentos em Mi♭ - alto (soam uma terça menor acima do que está escrito)
  - Requinta ou Clarinete piccolo em Mi♭
  - Saxofone sopranino

- Instrumentos em Ré - alto (soam uma segunda maior acima do que está escrito)
  - Requinta ou Clarinete piccolo em Ré
  - Trompete piccolo

- Alguns instrumentos não transpositores (soam como escrito)
  - Piano
  - Vibrafone
  - Flauta
  - Oboé
  - Fagote
  - Trombones - apesar de serem construídos em Si♭, a escrita não é transposta.
  - Bombardino quando escrito em clave de fá
  - Tuba
  - Violino
  - Viola
  - Violoncelo

- Instrumentos em Si♭ (soam uma segunda maior abaixo do que está escrito)
  - Clarinete soprano em Si♭
  - Saxofone soprano
  - Trompete
  - Trompa em Si♭ (ou trompa dupla em registro de Si♭)
  - Cornet
  - Flugelhorn

- Instrumentos em Lá (soam uma terça menor abaixo do que está escrito)
  - Oboé d'amore
  - Clarinete soprano em Lá

- Instrumentos em Sol (soam uma quarta justa abaixo do que está escrito)
  - Flauta alto

- Instrumentos em Fá (soam uma quinta justa abaixo do que está escrito)
  - Corne inglês
  - Trompa em Fá (ou trompa dupla em registro de Fá)
  - Basset Horn
  - flauta doce alto e baixo
- Instrumentos em Mi♭ - baixo (soam uma sexta maior abaixo do que está escrito)
  - Clarinete alto
  - Saxofone alto e Saxofone barítono

- Instrumentos em Dó - 8vb (soam uma oitava abaixo do que está escrito)
  - Quase todas as guitarras
  - Quase todos os baixos
  - Contrabaixo
  - Contrafagote

- Instrumentos em Si♭ - baixo (soam uma oitava mais uma segunda maior abaixo do que está escrito)
  - Clarone ou Clarinete baixo em Si♭
  - Saxofone tenor
  - Bombardino quando escrito em clave de Sol

- Instrumentos em Lá - baixo (soam uma oitava e uma terça maior abaixo do que está escrito)
  - Clarone ou Clarinete baixo em Lá

- Instrumentos em Mi♭ - baixo (soam uma oitava e uma sexta maior abaixo do que está escrito)
  - Clarinete contrabaixo em Mi♭
  - Saxofone barítono

- Instrumentos em Si♭ - super baixo (soam duas oitavas e uma segunda maior abaixo do que está escrito)
  - Clarinete contrabaixo
  - Saxofone baixo

Notas:
1. Muitos instrumentos lêem ocasionalmente em claves diferentes (como a trompa que lê em clave de fá na terceira linha para soprano e contralto e clave de dó na quarta linha para o tenor e baixo ).
2. A gaita diatônica é um instrumento transpositor que possui versões em todas as 12 tonalidades possíveis e em diversas oitavas.